# دایو اوکینی
دایو اوکینی (به انگلیسی: Dayo Okeniyi) (زاده ۱۴ ژوئن ۱۹۸۸) بازیگر اهل نیجریه است.
از فیلم‌های معروف او می‌توان به بازی در فیلم بدو عزیزم بدو ، نابودگر ۵، سردسته‌ها، خواب‌آور و سایه‌های آبی اشاره کرد.